# Welsh Premier Women’s Football League
Die Welsh Premier Women’s Football League ist die höchste Spielklasse im walisischen Frauenfußball. Ausgetragen wurde sie seit der Spielzeit 2009/10 in zwei Staffeln, der Northern Conference und der Southern Conference. In der ersten Saison spielten in jeder Staffel vier Teams, seit der Saison 2010/11 spielten in jeder Staffel fünf Teams. Nach Abschluss des Liga-Spielbetriebs spielen die beiden Staffelsieger in einem Grand Final den walisischen Frauen-Fußballmeister aus. Aktuell gibt es eine landesweite Liga mit acht Mannschaften, wobei die besten vier Teams am Ende in einer Meisterrunde den Titel ausspielen und die anderen vier Teams um den Abstieg spielen.

## Alle Meister
| Saison  | Verein                  |
| ------- | ----------------------- |
| 2009/10 | Swansea City LFC        |
| 2010/11 | Swansea City LFC        |
| 2011/12 | UWIC Cardiff LFC        |
| 2012/13 | Cardiff City LFC        |
| 2013/14 | Cardiff Met. Ladies FC. |
| 2014/15 | Cardiff Met. Ladies FC  |
| 2015/16 | Cardiff Met. Ladies FC  |
| 2016/17 | Swansea City LFC        |
| 2017/18 | Cardiff Met. Ladies FC  |
| 2018/19 | Cardiff Met. Ladies FC  |
| 2019/20 | Swansea City LFC        |
| 2020/21 | Swansea City LFC        |
| 2021/22 | Swansea City LFC        |
| 2022/23 | Cardiff City LFC        |
| 2023/24 | Cardiff City LFC        |
| 2024/25 | Cardiff City LFC        |

- Der UWIC Cardiff LFC benannte sich nach der Saison 2011/12 in Cardiff Metropolitan Ladies FC um.

## Anzahl der Titel
| Anzahl | Verein                         | Titel                              |
| ------ | ------------------------------ | ---------------------------------- |
| 6      | Cardiff Metropolitan Ladies FC | 2012, 2014, 2015, 2016, 2018, 2019 |
| 6      | Swansea City LFC               | 2010, 2011, 2017, 2020, 2021, 2022 |
| 4      | Cardiff City LFC               | 2013, 2023, 2024, 2025             |